# Exo-CBX
Exo-CBX (en hangul, 엑소-첸백시; también conocido como CBX o ChenBaekXi) es la primera subunidad de la boyband surcoreana Exo, formada por S.M. Entertainment en 2016. Está compuesta por tres miembros de EXO: Xiumin, Baekhyun y Chen. Su EP debut, Hey Mama!, fue lanzado el 31 de octubre de 2016.

## Historia

### 2016-17: Formación y debut japonés
El 29 de julio de 2016, Chen, Baekhyun y Xiumin aparecieron en un vídeo titulado "Reservoir Idols" como parte de la gira EXO Planet 3 ─ The EXO'rDIUM. Más tarde lanzaron una banda sonora titulada "For You" para el drama Moon Lovers: Scarlet Heart Ryeo de SBS el 23 de agosto de 2016. Como resultado, se especuló que formarían parte de un nuevo subgrupo de EXO. Esto fue confirmado por la agencia el 5 de octubre. Se presentaron por primera vez como un subgrupo el 23 de octubre en el Busan One Asia Festival para la presentación de «For You». Al día siguiente, se anunció que el nombre del subgrupo era EXO-CBX (abreviación de EXO-ChenBaekXi). El grupo debutó en M! Countdown el 3 de noviembre. Tres días después, el vídeo «Reservoir Idols» se lanzó oficialmente como un videoclip de «The One», una de las canciones del álbum Hey Mama! encabezó las listas de Billboard World Albums y Gaon Chart. El 15 de noviembre, el grupo ganó su primer trofeo en el programa The Show con «Hey Mama!». En noviembre, EXO-CBX hizo una nueva versión de la banda sonora «Crush U» para Blade and Soul. La interpretaron el 18 de noviembre en el concierto N-Pop Showcase, como parte del Torneo del Campeonato Mundial Blade and Soul 2016. El 25 de diciembre, el vídeo musical de «Crush U» fue lanzado.
El 10 de marzo de 2017, el subgrupo anunció su debut en Japón en mayo a través de una transmisión por Line. El 1 de abril de 2017, se anunció que el grupo debutaría en Japón con un nuevo miniálbum titulado Girls el 24 de mayo. El 1 de mayo, una versión corta del videoclip de «Hey Mama! (Japanese ver.)». El 14 de junio, se reveló que el grupo lanzaría una canción titulada «It's Running Time» como banda sonora de la serie animada Running Man y que sería lanzada el 29 de julio. El 2 de noviembre, para la banda sonora del drama japonés Final Life: Even if You Disappear Tomorrow, EXO-CBX lanzó una canción llamada «Cry". El 14 de diciembre, EXO-CBX participó en el evento v con el presidente surcoreano Moon Jae-in y la actriz Song Hye-kyo en Beijing, como representante del K-pop.

### 2018-presente: Primera gira y demanda contra SM
En enero de 2018, a través de la aplicación Line, el grupo anunció que se estaba preparando para su primera gira japonesa, la cual comenzaría en mayo. La gira se llevó a cabo en cuatro ciudades de Japón, siendo estas: Yokohama, Fukuoka, Nagoya y Osaka. El 20 de marzo, se anunció que el grupo lanzaría su primer álbum de estudio japonés, titulado Magic, el 9 de mayo. El álbum contiene once canciones, incluyendo a «Ka-Ching!», «Girl Problems» y «Cry», así como ocho canciones nuevas. El 23 de marzo, SM Entertainment confirmó a través del Twitter oficial del grupo que los miembros del subgrupo lanzaría una canción como banda sonora del drama de tvN, Live. La banda sonora titulada «Someone Like You» se lanzó al día siguiente. Tres días después, su agencia confirmó que el grupo haría un comeback coreano con el lanzamiento del miniálbum Blooming Days el 10 de abril. El 29 de marzo, se anunció que EXO-CBX aparecería en su primer programa llamado EXO's World Travel on a Ladder. El programa fue transmitido en el canal XtvN. El 3 de julio, SM Entertainment anunció el lanzamiento de un libro de fotos titulado Selfie Book: EXO-CBX, que remonta el viaje de EXO-CBX a Tottori, el libro se publicó el 17 de julio. El trío también creó una colección de zapatos con la participación de Girls' Generation en su edición limitada, estos zapatos se pusieron a la venta al mes siguiente.
En febrero de 2019, se anunció que EXO-CBX volvería a la industria japonesa con fechas adicionales para su gira Magical Circus. El 10 de abril, lanzaron una balada titulada «Paper Cuts».
El 1 de junio de 2023, se anunció que los tres integrantes rescindrían sus contratos con SM para luego presentar una demanda contra la misma en relación con la transparencia de los ingresos. En respuesta a SM, se confirmó que los tres ingerantes estaban estudiando la forma de seguir promocionándose como miembros de EXO tras los resultados de la demanda. El 19 de junio, se anunció que el conflicto fue resuelto y que los tres seguirían formando parte de SM Entertainment.

## Miembros
- Xiumin (시우민)
- Baekhyun (백현)
- Chen (첸)

## Discografía
EPs
- 2016: Hey Mama!
- 2018: Blooming Days

## Giras
- 2018-2019: Magical Circus

## Premios y nominaciones
| Premio                       | Año  | Categoría                               | Trabajo nominado | Resultado | Ref.   |
| ---------------------------- | ---- | --------------------------------------- | ---------------- | --------- | ------ |
| Gaon Chart Music Awards      | 2019 | Mejor álbum del año - Segundo trimestre | Blooming Days    | Nominado  | [ 29 ] |
| Gaon Chart Music Awards      | 2019 | Canción del año - abril                 | «Blooming Day»   | Nominada  | [ 29 ] |
| Golden Disc Awards           | 2019 | Disco bonsang                           | Blooming Days    | Nominado  | [ 30 ] |
| Golden Disc Awards           | 2019 | Disco daesang                           | Blooming Days    | Nominado  | [ 30 ] |
| Golden Disc Awards           | 2019 | Premio de popularidad                   | EXO-CBX          | Nominado  | [ 30 ] |
| Golden Disc Awards           | 2019 | Estrella de K-pop más popular NetEase   | EXO-CBX          | Nominado  | [ 30 ] |
| Melon Music Awards           | 2018 | Mejor coreografía masculina             | EXO-CBX          | Nominado  | [ 31 ] |
| MAMA Awards                  | 2017 | Mejor estilo asiático en Japón          | EXO-CBX          | Ganador   | [ 32 ] |
| MAMA Awards                  | 2018 | Mejor unidad                            | EXO-CBX          | Nominado  | [ 33 ] |
| MAMA Awards                  | 2018 | Canción del año                         | «Blooming Day»   | Nominado  | [ 33 ] |
| MAMA Awards                  | 2018 | Elección global de los fanes Mwave      | EXO-CBX          | Nominado  | [ 33 ] |
| Soribada Best K-Music Awards | 2018 | Premio bonsang                          | EXO-CBX          | Nominado  | [ 34 ] |
| Soribada Best K-Music Awards | 2018 | Premio de popularidad (masculino)       | EXO-CBX          | Nominado  | [ 34 ] |
| Soribada Best K-Music Awards | 2018 | Premio al fandom global                 | EXO-CBX          | Nominado  | [ 34 ] |